# The Sky Moves Sideways
The Sky Moves Sideways è il terzo album in studio del gruppo musicale britannico Porcupine Tree, pubblicato il 30 gennaio 1995 dalla Delerium Records.

## Descrizione
L'album segna il passaggio dei Porcupine Tree da semplice progetto solista di Steven Wilson a vero e proprio gruppo musicale composto, oltre che da Wilson, dal tastierista Richard Barbieri, dal bassista Colin Edwin e dal batterista Chris Maitland. La struttura del disco è stata accostata dalla critica specializzata a quella dell'album Wish You Were Here dei Pink Floyd, in particolar modo per la presenza di una lunga title track all'inizio e alla fine del disco stesso. Secondo quanto spiegato da Wilson, l'idea iniziale emersa durante le sessioni di registrazioni del disco era di realizzare un solo brano, l'omonimo The Sky Moves Sideways, della durata di 50 minuti ma non fu mai completato; solo con la riedizione del 2003 è stata inserita una versione alternativa del brano che rappresenta un work in progress costituita dalla musica inserita successivamente nella versione definitiva.
La pubblicazione rappresenta anche la prima ad essere stata commercializzata negli Stati Uniti d'America, precisamente dalla C & S Records, che si caratterizza per un ordine differente della lista tracce nonché per la presenza del brano Stars Die al posto di Prepare Yourself.

## Tracce
Testi e musiche di Steven Wilson, eccetto dove indicato.

### Edizione britannica
1. The Sky Moves Sideways (Phase One) – 18:37
2. Dislocated Day – 5:24
3. The Moon Touches Your Shoulder – 5:40
4. Prepare Yourself – 1:54
5. Moonloop – 17:04 (Rick Edwards, Colin Edwin, Chris Maitland, Steven Wilson) – assente nell'edizione LP
6. The Sky Moves Sideways (Phase Two) – 16:46

### Edizione statunitense
1. The Sky Moves Sideways Phase One: I. The Colour of Air – 4:38
2. The Sky Moves Sideways Phase One: II. I Find That I'm Not There – 3:46
3. The Sky Moves Sideways Phase One: III. Wire the Drum – 6:17
4. The Sky Moves Sideways Phase One: VI. Spiral Circus – 3:50
5. Stars Die – 5:00
6. Moonloop – 8:10 (Rick Edwards, Colin Edwin, Chris Maitland, Steven Wilson)
7. Dislocated Day – 5:23
8. The Moon Touches Your Shoulder – 5:50
9. The Sky Moves Sideways Phase Two: I. Is...Not – 12:00
10. The Sky Moves Sideways Phase Two: II. Off The Map – 4:42

### Riedizione CD del 2003
CD 1
1. The Sky Moves Sideways Phase 1 – 18:39
2. Dislocated Day – 5:24
3. The Moon Touches Your Shoulder – 5:40
4. Prepare Yourself – 1:58
5. The Sky Moves Sideways Phase 2 – 16:48

CD 2
1. The Sky Moves Sideways (Alternate Version) – 34:37
2. Stars Die – 5:01
3. Moonloop (Improvisation) – 16:18 (Rick Edwards, Colin Edwin, Chris Maitland, Steven Wilson)
4. Moonloop (Coda) – 4:52 (Rick Edwards, Colin Edwin, Chris Maitland, Steven Wilson)

### Riedizione LP del 2004
Lato A
1. The Sky Moves Sideways Phase 1 – 18:39

Lato B
1. Stars Die – 5:01
2. Dislocated Day – 5:24
3. The Moon Touches Your Shoulder – 5:40
4. Prepare Yourself – 1:58

Lato C
1. The Sky Moves Sideways Phase 2 – 16:48

Lato D
1. Moonloop (Improvisation) – 16:18 (Rick Edwards, Colin Edwin, Chris Maitland, Steven Wilson)
2. Moonloop (Coda) – 4:52 (Rick Edwards, Colin Edwin, Chris Maitland, Steven Wilson)

Lato E
1. The Sky Moves Sideways (Alternate Version) – 16:36

Lato F
1. The Sky Moves Sideways (Alternate Version) – 18:01

7" bonus
- Lato A

1. Men of Wood (1994 Mix) – 3:35

- Lato B

1. Men of Wood (2000 Mix) – 3:35

## Formazione
Crediti tratti dall'edizione britannica su CD.
Gruppo
- Steven Wilson – chitarra, tastiera, voce, nastri, strumentazione (tracce 2-4)
- Richard Barbieri – tastiera e elettronica (eccetto tracce 2-4)
- Colin Edwin – basso (eccetto tracce 2-4)
- Chris Maitland – batteria, percussioni e hum-wah (eccetto tracce 2-4)

Altri musicisti
- Rick Edwards – percussioni (traccia 5)
- Suzanne Barbieri – voce (traccia 6)

Produzione
- Steven Wilson – produzione, registrazione, missaggio
- Markus Butler – assistenza alla registrazione aggiuntiva
- Porky – mastering